# مارتینا گاسپاروویچ بزوشکووا
مارتینا گاسپاروویچ بزوشکووا (چکی: Martina Gasparovič Bezoušková؛ زادهٔ ۹ ژانویهٔ ۱۹۶۱) بازیگر و آموزگار اهل چکسلواکی است.
از فیلم‌هایی که وی در آن‌ها نقش داشته‌است، می‌توان به گل‌های وحشی اشاره نمود.